# Telmatobufo
Telmatobufo là một chi động vật lưỡng cư trong họ Calyptocephalellidae, thuộc bộ Anura. Chi này có 3 loài và 100% bị đe dọa hoặc tuyệt chủng.

## Các loài
Phân loại ASW 2013:
- Telmatobufo australis Formas, 1972
- Telmatobufo bullocki Schmidt, 1952
- Telmatobufo ignotus Cuevas, 2010
- Telmatobufo venustus (Philippi, 1899)

## Hình ảnh